# Kommission zur Überprüfung der Finanzierung des Kernenergieausstiegs
Die Kommission zur Überprüfung der Finanzierung des Kernenergieausstiegs (KFK) war eine von der Bundesregierung im Oktober 2015 eingesetzte Expertenkommission. Ihr Auftrag war die Erarbeitung eines Lösungsvorschlags zur sachgerechten Umsetzung des Atomausstiegs. Am 27. April 2016 legte sie ihren Abschlussbericht vor.

## Mitglieder
Den Vorsitz der Kommission hatten Jürgen Trittin (B90/Grüne, Mitglied des Bundestags und ehemaliger Bundesumweltminister), Matthias Platzeck (SPD, ehemaliger Ministerpräsident von Brandenburg) und Ole von Beust (CDU, ehemaliger Erster Bürgermeister von Hamburg) inne. Die weiteren Mitglieder waren:
- Michael Fuchs (CDU, Mitglied des Bundestags)
- Hartmut Gaßner (Rechtsanwalt für Umweltrecht)
- Monika Griefahn (SPD, Mitgründerin von Greenpeace Deutschland)
- Ulrich Grillo (Präsident des Bundesverbands der Deutschen Industrie)
- Regine Günther (WWF Deutschland)
- Gerald Hennenhöfer (ehemaliger Leiter der Abteilung Reaktorsicherheit im Bundesumweltministerium)
- Reiner Hoffmann (Vorsitzender des Deutschen Gewerkschaftsbundes)
- Karin Holm-Müller (Umweltökonomin an der Universität Bonn und Mitglied im Sachverständigenrat für Umweltfragen der Bundesregierung)
- Bischof Ralf Meister (Evangelisch-lutherische Landeskirche Hannovers)
- Georg Milbradt (CDU, apl. Professor für Volkswirtschaftslehre an der TU Dresden und ehemaliger Ministerpräsident von Sachsen)
- Georg Nüßlein (CSU, Mitglied des Bundestags und stellvertretender Vorsitzender der CDU/CSU-Bundestagsfraktion)
- Simone Probst (B90/Grüne, ehemalige parlamentarische Staatssekretärin im Bundesumweltministerium)
- Werner Schnappauf (CSU, Hauptgeschäftsführer des Bundesverbandes der Deutschen Industrie und ehemaliger Landesumweltminister von Bayern)
- Ute Vogt (SPD, Mitglied des Bundestags und stellvertretende Vorsitzende der SPD-Bundestagsfraktion)
- Hedda von Wedel (CDU, ehemalige Präsidentin des Bundesrechnungshofs)
- Ines Zenke (Rechtsanwältin für Verwaltungsrecht)

## Hintergrund
Die Verantwortung für die kerntechnische Entsorgung war aufgrund der bis dahin seit Jahrzehnten geltenden Rechtslage aufgeteilt: Der Staat war auf der einen Seite für die Auswahl der Standorte sowie die Errichtung und den Betrieb der Endlager verantwortlich. Die Kernkraftwerke betreibenden Unternehmen waren auf der anderen Seite für die Stilllegung und den Rückbau der Kernkraftwerke und die Errichtung und den Betrieb der Zwischenlager verantwortlich. Die Finanzierungsverantwortung lag für alle Bereiche vollständig bei den Unternehmen. Diese Finanzierung sollte durch die Bildung von Rückstellungen sichergestellt werden.
Ein für das Bundesministerium für Wirtschaft und Energie (BMWi) erstelltes Rechtsgutachten vom 10. Dezember 2014 kam dabei zum Ergebnis, dass bei einer möglichen Insolvenz der Betreiber- oder der Konzernmuttergesellschaften eine Einstandspflicht des Staates aus Steuermitteln entstehen kann. Das System der Rückstellungen führe aus Sicht der Gutachter zu keiner hinreichenden Absicherung. Die Gutachter schlugen daher die Einführung einer gesetzlichen Konzernhaftung, eines konzerninternen Sicherungsvermögens und eines öffentlichen-rechtlichen Fonds vor.
Die Bundesregierung hat daraufhin auch eine wirtschaftliche Analyse durch eine Wirtschaftsprüfungsgesellschaft folgen lassen. Die wesentlichen Erkenntnisse dieses Gutachtens vom 9. Oktober 2015 waren folgende: Die Gesamthöhe der Entsorgungskosten zum Stand 31. Dezember 2014 betrugen 47,5 Mrd. EUR. Grundlage der Kostenschätzungen waren einerseits Schätzungen von oder im Auftrag der Unternehmen (Stilllegung, Rückbau und Zwischenlagerung) und andererseits Angaben des Bundes und seiner Behörden (Endlager). Diese geschätzten Kosten wurden für die Berechnung der Rückstellungen der Unternehmen, d. h. für die Bilanzierung der erforderlichen Barwerte, von den Unternehmen im Durchschnitt mit 1,6 % pro Jahr inflationiert sowie mit einer zusätzlichen nuklearspezifischen Kostensteigerung von durchschnittlich 1,97 % pro Jahr jeweils bis zu den voraussichtlichen Fälligkeiten eskaliert. Das Ergebnis dieser Berechnung wurde im Durchschnitt mit einem Satz von 4,58 % pro Jahr auf das jeweilige Bilanzjahr diskontiert.

## Die Kommission
Die rechtlichen und wirtschaftlichen Erkenntnisse dieser Gutachten waren die Grundlage der Diskussionen und Arbeiten der vom Bundeskabinett am 14. Oktober 2015 eingesetzten unabhängigen Kommission zur Überprüfung der Finanzierung des Kernenergieausstiegs (KFK). Die mit Fachexperten und Politikern besetzte 19-köpfige Kommission, die von einem Staatssekretärsausschuss unter Vorsitz des damaligen Chefs des Bundeskanzleramts Peter Altmaier begleitet wurde, wurde von den Ko-Vorsitzenden Ole von Beust (CDU), Matthias Platzeck (SPD) und Jürgen Trittin (Grüne) geleitet. Die Expertenkommission sollte Empfehlungen zu der Sicherstellung der Finanzierung von Stilllegung, Rückbau und Entsorgung erarbeiten, durch die gewährleistet ist, dass die Unternehmen auch langfristig wirtschaftlich in der Lage sind, ihre Verpflichtungen aus dem Atombereich zu erfüllen.
Die KFK hat am 27. April 2016 ihre Empfehlungen in einem Abschlussbericht an den Staatssekretärsausschuss Kernenergie übergeben.

## Lösungsvorschlag
Die Kommission einigte sich einstimmig auf eine Fonds-Lösung:
Hinsichtlich der Rückstellungen der Unternehmen für alle Bereiche der kerntechnische Entsorgung in Höhe von 38,3 Mrd. EUR wurde ein ca. hälftige Aufteilung der Finanzierungsverantwortung vorgeschlagen: Stilllegung und „unverzüglichen Rückbau“ der Kernkraftwerke sowie für eine „endlagergerechte“ Verpackung des Atommülls sollte bei den Kernkraftwerksbetreibern bleiben und hinsichtlich der Zwischen- und Endlagerung sollte diese auf die Bundesrepublik Deutschland übergehen und die hierfür vorgesehenen Beträge in Höhe von ca. 17 Mrd. EUR zuzüglich eines ca. 35%igen Risikoaufschlags auf den Bund übertragen werden.
Für die Zwischen- und Endlagerung des Atommülls sollen die vier Atomkonzerne 23,34 Milliarden Euro in einen staatlichen Fonds einzahlen, damit die Finanzierung der Entsorgung sichergestellt wird. Stilllegung und Rückbau der kerntechnischen Anlagen dagegen bleiben im Verantwortungsbereich der Konzerne. Am 1. Juni 2016 beschloss die Bundesregierung, die Empfehlung der KFK anzunehmen und ein entsprechendes Gesetz zu entwerfen.

## Errichtung des KENFO
Die von der KFK vorgeschlagene Aufgaben- und Verantwortungsteilung wurde im weiteren Laufe des Jahres 2016 durch ein zehn Artikel umfassendes „Gesetz zur Neuordnung der Verantwortung in der kerntechnischen Entsorgung“ umgesetzt. Die wesentlichen Elemente der gesetzlichen Regelung über die Finanzierung des Kernenergieausstiegs wurden zudem auf eine zusätzliche vertragliche Säule zwischen der Bundesrepublik Deutschland und den Energieversorgungsunternehmen gestellt. Die Handlungs- und die Finanzierungsverantwortung für die Entsorgung kerntechnischer Abfälle wurden erstmals zusammengeführt. Die Unternehmen verpflichteten sich im Gegenzug, insbesondere alle entsorgungsbezogenen Klagen zurückzunehmen.
Der „Fonds zur Finanzierung der kerntechnischen Entsorgung“ wurde als öffentlich-rechtliche Stiftung mit Inkrafttreten des „Gesetzes zur Neuordnung der Verantwortung in der kerntechnischen Entsorgung“ nach Erteilung der beihilferechtlichen Genehmigung der Europäischen Kommission am 16. Juni 2017 errichtet. Am 19. Juni 2017 hat das Kuratorium der Stiftung einen dreiköpfigen Vorstand der Stiftung ernannt sowie eine Satzung beschlossen.